# Thue Kjærhus
Thue Damgaard Kjærhus (født 1954) er sønderjyde og en dansk højskolemand, forfatter og debattør. Siden 2001 har han sammen med Nina Buch Kjærhus været forstander for Rønshoved Højskole ved Flensborg Fjord. Ifølge skolens hjemmeside varetager han "primært de ideologiske sider af lederskabet på højskolen". Kjærhus var bosiddende i Israel i 70'erne .
Han er uddannet kandidat i samfundsfag og studerede psykologi og idéhistorie i 1980'erne. Han var fra 1994 til 2001 chef for LedelsesAkademiet i Slagelse. Kjærhus har været kolumnist på Kristeligt Dagblad og desuden fra 2006 til 2010 fast klummeskriver for Dagbladet Information. Fra  2005 til 2006 var han tilknyttet DR. Han er medlem af netværket Fri Debat og bidragyder til bøgerne: Sønderjysk kulturhistorie (2005), Storm over Europa (2006), 11 konservative tænkere (CEPOS, 2010) , 50 ideer der ændrede Verden (Aarhus Universitetsforlag, 2014), Højskolens idehistorie (2019, redaktør: Ove Korsgaard) , Tankens Glæde-Efterskrift til Hans Jørgen Schanz (Forlaget Klim 2022) og På Jagt efter sprækker af lys i det moderne (Forlaget Rønshoved Højskole ,2023).  Han modtog i 2014 festskriftet Her har hjertet hjemme– Thue Kjærhus 60 år  med bidrag af bl.a. professor Hans -Jørgen Schanz, højskoleforstander Jørgen Carlsen , pro-rektor Mette Boch, statskundskaberen Bertel Haarder,  teologen Sørine Gotfredsen og redaktør Siggi Matlok.
I 2010 var Thue Kjærhus med til at danne den værdikonservative "Rønshovedgruppe", der indtil nedlæggelsen i 2016 arbejdede for et særligt dannelsesprojekt.
Kjærhus deltog fra omkring 2016 sammen med præsten Morten Kvist, forfatteren lektor  Michael Böss, teologen professor Peter Kemp og lektor Thomas Aastrup Rømer i en arbejdsgruppe for en ny fri læreruddannelse, der var planlagt til at ligge i Herning og udgøre et alternativ til den etablerede læreruddannelse. Arbejdsgruppen fik kontakt med Venstres folketingsmedlem Kristian Jensen, der i 2021 fremlagde et beslutningsforslag om at etablere en fri læreruddannelse, der fik opbakning fra et flertal i Folketinget.. 
Thue Kjærhus er gift med alsingeren Nina Buch Kjærhus (født 1962), der kom til Rønshoved fra en stilling som forstander på Slagelse Sprogcenter. Han er far til  statskundskaberen  lektor Anne-Bjørg Kjærhus og teologen adjunkt Kaare Kjærhus.